# Oclusiva velar sorda
La consonant oclusiva velar sorda és un so que es representa amb el signe [k] en l'AFI.
En català es pot realitzar segons els al·lòfons que s'expliquen a continuació.
- Al·lòfons:
  - Com a norma general, es realitza com a consonant oclusiva velar sorda: cas > /'kas/ > ['kas]; quin > /'kin/ > ['kin].
  - Però si s'esdevé en posició de tancament de síl·laba seguit de consonant sonora, s'hi assimila i es pronuncia amb un segon al·lòfon: la consonant oclusiva velar sonora. Aquest fenomen es dona poc sovint a l'interior de mot (èczema > /'εgzema/ > ['εgz∂m∂]); però és molt freqüent per fonosintaxi, és a dir, entre el fonema final d'un mot i el fonema inicial del mot següent: sac buit > /'sak'bujt/ > ['sag'bujt].
  - Si aquest fonema ocupa posició de tancament de síl·laba i va seguit d'un fonema /n/ que inicia la síl·laba següent, tendeix a realitzar-se amb un tercer al·lòfon, la consonat nasal velar sonora ([ŋ]). Per exemple, aràcnid es pronuncia com si fos escrit "aràng·nit". Aquest fenomen és més perceptible en l'elocució ràpida i informal, en la qual pot arribar a donar-se també quan /k/ (en posició de tancament de síl·laba) va seguit de /m/, aleshores dracma pot sonar com si fos escrit "drang·ma". Val a dir, però, que aquest al·lòfon no apareix mai per fonètica sintàctica, és a dir, entre un mot acabat en /k/ seguit d'un altre començat en n (poc nas) o m (poc mal).
  - En part del català central, en alguns mots (com miracle) en què la seqüència de fonemes /kl/ (fonema /k/ seguit del fonema alveolar lateral) es troba alhora precedida i seguida de vocal, es realitza amb un quart al·lòfon: la consonant oclusiva velar sorda llarga. Aquest so té una duració temporal que és aproximadament el doble del que té una consonant oclusiva velar sorda curta, que és la que es fa habitualment. Els parlants catalans perceben els sons llargs com a sons duplicats o geminats, motiu pel qual s'acostumen a transcriure com dos sons curts successius, és a dir [kk]. Aquest fenomen es dona quan es tracta d'un mot primitiu en què la vocal que precedeix la seqüència /kl/ és tònica i en els mots derivats d'aquest primitiu: tecla, tecleta (a tecla, la e és tònica i tecleta és un derivat de tecla). Però en canvi el fenomen no es produeix si no es donen aquestes condicions: aclucar, aclamar, aclarir, etc., mai no es pronuncien amb duplicació, perquè la a inicial és àtona i alhora són mots primitius.
  - A Mallorca, si aquest fonema ocupa posició de tancament de síl·laba i va seguit de consonant, s'assimila totalment o parcial a aquesta consonant que el segueix.
  - En molts llocs de Mallorca el fonema [k], en posició d'inici de síl·laba, es pronuncia encara amb un altre al·lòfon: la consonant oclusiva palatal sorda [c].
- Arxifonemes:
  - En posició de tancament de síl·laba, aquest fonema i el seu correlat sonor (la consonant velar oclusiva sonora) integren l'arxifonema consonàntic velar oclusiu, que es transcriu /K/.
- Escriptura:
  - Com a norma general, es representa per la lletra C quan va seguit de les vocals a (casa), o (cosa), u (cullera), i les consonants r (creu) i l (clau) i quan va en posició de tancament de síl·laba (acte, sac).
  - Com a norma general, es representa pel dígraf qu quan va seguit de les vocals e (Miquel), i (química) i del fonema wau (quatre, eqüestre, aqüífer, quota).
  - Es troba representat -en qualsevol posició- per la lletra K (kàiser, kremlin, rock & roll) en determinats mots d'origen estranger.
  - En determinats mots d'origen àrab, es representa -en qualsevol posició- per la lletra Q Qatar, Iraq) quan translitera la lletra qaf de l'alfabet àrab (consonant oclusiva gutural sorda).
  - Es pot trobar representat pel dígraf ch, en determinats mots d'origen italià (scherzo).
  - En l'escriptura catalana prenormativa, també es pot trobar representat per ch, generalment a final de mot (Blanch, Folch, Vich) i, en altres posicions, en alguns hel·lenismes, com Christ o chor ("grup de cantors"), quan transliterava la lletra xi (Ξ X) de l'alfabet grec (consonant oclusiva velar aspirada sorda).
- Dígrafs:
  - El fonema /k/ forma part del dígraf fonètic /nc/, només possible en posició de tancament de síl·laba. Aquest dígraf es correspon a la seqüència de fonemes /nk/ i s'articula amb la consonant velar nasal ([ŋ]), tant a final de mot (banc) com enmig (plancton).